# Theta Serpentis
Bản mẫu:Starbox catalogue
Theta Serpentis (Serpentis, viết tắt Theta Ser, Ser) là một hệ thống ba sao trong chòm sao Cự Xà.
Nó bao gồm một cặp sao đôi định danh là Theta Serpentis AB và có hai thành phần sao có tên Theta¹ Serpentis hoặc Theta Serpentis A (và cũng có thể đặt tên là Alya ) và Theta² Serpentis hoặc Theta Serpentis B, cùng với một sao đôi đồng hành Theta Serpentis C. 
Dựa trên phép đo thị sai trong sứ mệnh Hipparcos, θ Serpentis AB cách khoảng 160 năm ánh sáng, và θ Serpentis C cách khoảng 86 năm ánh sáng, từ Mặt Trời.

## Danh pháp
Serpentis (được Latin hóa thành Theta Serpentis) là tên gọi của hệ thống; θ¹ và θ² Serpentis là hai thành phần sáng nhất. Tên gọi của hai thành phần là Theta Serpentis AB và C, và các thành phần của AB - Theta Serpentis A và B - xuất phát từ quy ước được sử dụng bởi Danh mục Đa quốc gia Washington (WMC) cho nhiều hệ thống sao và được Liên minh Thiên văn Quốc tế thông qua (IAU).
Hệ thống sao này mang tên truyền thống Alya, hay Alga, từ tiếng Ả Rập الية "alyah " đuôi béo (của một con cừu) tiếng Ả Rập. Năm 2016, IAU đã tổ chức một nhóm làm việc về tên sao (WGSN)  để lập danh mục và chuẩn hóa tên riêng cho các ngôi sao. WGSN quyết định gán tên thích hợp cho từng ngôi sao thay vì toàn bộ nhiều hệ thống sao. IAU đã phê duyệt tên Alya cho thành phần Theta Serpentis A vào ngày 21   Tháng 8 năm 2016 và hiện tại nó đã được đưa vào Danh sách Tên Sao được IAU phê duyệt.
Trong danh mục các ngôi sao trong Lịch sử của Al Achsasi al Mouakket, ngôi sao này được chỉ định tên Dzaneb al Haiyet, được dịch sang tiếng Latin là Cauda Serpentis, có nghĩa là 'cái đuôi của con rắn'.

## Tính chất
Cả Theta¹ Serpentis và Theta² Serpentis đều là những sao lùn dãy chính loại A màu trắng. có cấp sao biểu kiến là +4,62 trong khi θ² mờ hơn có cấp sao biểu kiến +4,98. Hai ngôi sao này cách nhau 22 giây cung trên bầu trời, nghĩa là chúng cách nhau ít nhất 900 AU với chu kỳ quỹ đạo ít nhất 14.000 năm. Cả hai ngôi sao này tương tự nhau về mọi phương diện, có độ sáng lần lượt là 18 và 13 lần độ sáng của Mặt Trời, bán kính khoảng hai lần bán kính Mặt Trời và cũng có khối lượng gấp khoảng 2 lần Mặt Trời. Cả hai ngôi sao có nhiệt độ bề mặt 8.000 kelvins.
Theta Serpentis C là một ngôi sao loại G màu vàng với cấp sao biểu kiến là +6,71. Nó cách 7 giây cung so với θ².